# Специфична топлота
Специфична топлота представља енергију потребну за подизање температуре јединичне масе за јединицу температуре.
Димензије су енергија по маси по степену а у СИ систему се изражава у јединицама Џул по килограм- келвину.
Специфична топлота (c) је величина која се користи за израчунавање енергије потребне да би се телу произвољне масе подигла температура за произвољни износ:
Промена унутрашње енергије (ΔE) тела је пропорцијална маси тела (m) и промени температуре (Δt).

{\displaystyle \Delta {E}={c}\cdot {m}\cdot \Delta {t}}
Ова законитост је приближно тачна, под условом да тело не мења агрегатно стање ни фазу и да се топлотни капацитет не мења знатно у одабраном температурном интервалу. 
Поред хемијског састава, специфична топлота зависи и од температуре. На температурама блиским собној та се зависност за већину примена може занемарити, међутим, у истраживањима температурска зависност се узима у обзир. Зато се за важније материјале саопштавају специфичне топлоте на разним температурама или се дају емпиријске једначине за њихово израчунавање. На ниским температурама за идеалне кристале постоје прилично тачне теорије специфичне топлоте, Ајнштајнова и Дебајева, којим се описује зависност специфичне топлоте од температуре. Специфична топлота чврстих тела осетно пада када се достигну температуре блиске апсолутној нули и тада је пропорционална трећем степену температуре.

Код гасова специфична топлота поред врсте гаса (једноатомски, двоатомски...) зависи и од тога да ли се са променом температуре код гаса одржава сталан притисак или cp) или стална запремина (cv). Гас на сталном притиску врши рад (јер тада мора да расте запремина) па је cp > cv. За идеалне гасове однос топлотних капацитета је константа и износи 5/3.

## Специфичне топлоте неких материја
| Супстанција                                                       | Агрегатно стање | Специфична топлота J/(kg·K) |
| ----------------------------------------------------------------- | --------------- | --------------------------- |
| Алуминијум                                                        | чврсто          | 900                         |
| Месинг (легура Cu и Zn)                                           | чврсто          | 377                         |
| Бакар                                                             | чврсто          | 385                         |
| Дијамант                                                          | чврсто          | 502                         |
| Етанол                                                            | течно           | 2460                        |
| Злато                                                             | чврсто          | 129                         |
| Графит                                                            | чврсто          | 720                         |
| Гвожђе                                                            | чврсто          | 444                         |
| Литијум                                                           | чврсто          | 3582                        |
| Жива                                                              | течно           | 139                         |
| Нафта                                                             | течно           | ≈ 2000                      |
| Вода                                                              | течно           | 4186                        |
| Вода                                                              | чврсто (0 °C)   | 2060                        |
| Ваздух                                                            | гас             | ≈ 786,9                     |
| тамо где другачије није назначено, употребљени су нормални услови |                 |                             |

## Мерење односа специфичних топлота cp/cvваздуха
Када се гас загрева у суду сталне запремине, има се специфична топлота гаса при константној запремини cv, а такво стање гаса карактерише изохора. Гас може да се загрева и тако да се шири задржавајући стални притисак, тада се има специфична топлота гаса при сталном притиску cp, а тако стање гаса карактерише изобара. При константној температури стање гаса је окарактерисано изотермом и тада је pV = const. Промену стања гаса без размене топлоте са околином карактерише адијабата, за коју важи pVκ = const, где је κ = cp /cv адијабатска константа. Тада је гас топлотно изолован од околине, или се процес испуштања гаса из суда врши толико брзо да нема размене топлоте са околином, као што је случај у овом експерименту. Ако се на истом гасу изврши адијабатска и изотермна промена стања гаса може да се одреди cp/cv.,,,

### Делови апаратуре
1. постоље
2. вертикални носач
3. стаклени балон веће запремине, 10l
4. затварач балона кроз који пролазе две цеви
5. стаклена цев на којој је
6. стаклена славина (вентил), где се прикључује
7. ваздушна пумпа
8. стаклена цев на којој је
9. гумено црево повезано са једним крајем
10. отвореног живиног манометара
11. CaCl2 за сушење ваздуха у балону
12. критични горњи ниво у манометру
13. критични доњи ниво у манометру

### Мерни поступак:
- Отворити стаклену славину (6), и пумпом (7) убацити ваздух у стаклени балон (3) тако да притисак у балону (3) буде већи од атмосферског за 3-5 cm Hg (на једну и другу страну живиног манометра (10)), и затворити славину (6), (притисак не сме бити већи, јер може доћи до прскања балона).
- Стаклена славина (6) се затвори, а пумпа (7) скине са ње, тако да стаклена цев (5) на славини (6) остане слободна, сачека се неколико минута да се температуре ваздуха у балону (3) (која је порасла током пуњења ) изједначи са околном, што се констатује по притиску који је устаљен, а што се уочава смиривањем висинске разлике у манометру (10)..
- Прочитати разлику нивоа живе у манометру (10), h1.
- Отворити стаклену славину (6), кратко, 2s-3s, а онда је брзо затворити, што је довољно да се притисак у балону (3) изједначи са атмосферским . Због кратког трајања дошло је до адијабатског процеса.
- Сачека се неколико минута да се температура ваздуха у балону (3) (која је опала током пражњења) изједначи са околном, загревање ваздуха одиграва се при константној запремини, тј. у питању је изохорски процес, током кога се повећава притисак док се не устали.
- Прочитати разлику нивоа живе у манометру (10), h2 (h2 > h1).
- У крајњем стању, ваздух у балону је поново на собној температури, као што је био и на почетку. Отуда се целокупан процес може приказати као да је постојала изотермна промена стања ваздуха.
- Поступак мерења поновити више пута.